# Antoine Allard
Antoine Albert Ghislain Marie Allard (Brussel, 16 december 1907 - aldaar, 18 juni 1981) was een Belgisch vredesactivist, kunstschilder, dichter, medestichter en eerste voorzitter van Oxfam België.

## Familie
Antoine Allard behoorde tot een Belgische bankiersfamilie met internationale activiteiten. Zijn grootvader Victor Allard was een belangrijk bankier, politicus en vicegouverneur van de Nationale Bank. Zijn vader Josse Allard (1868-1931) was bankier en zette nog steeds de oorspronkelijke familiale activiteit verder als directeur van de Belgische muntfabricatie. Hij vormde de privébank om tot de Financière Josse Allard met hoofdzakelijk belangen in Belgisch-Congo. Zijn moeder was Marie-Antoinette Calley Saint Paul de Sinçay (1881-1977). Josse Allard werd in 1929 in de Belgische adelstand opgenomen met de titel van baron, bij eerstgeboorte overdraagbaar, in casu aan Antoine.
Antoine Allard trouwde in 1935 in Triëst met Elena Schott (1911-2001), voormalig olympisch skikampioene. Ze hadden een dochter, Astrid (1936-2023) die in Turijn trouwde met een Italiaanse edelman en in Milaan ging wonen.

## Levensloop
Antoine Allard begon zich op zijn tiende voor het schilderen te interesseren en volgde lessen bij Oswald Porreau. Na zijn middelbare studies volgde hij het vaderlijke bevel op en begon studies economie aan de Facultés Universitaires in Namen. Hij hield het niet vol en in 1928 ontvluchtte hij België. Zijn vader legde zich bij de artistieke ambities van zijn zoon neer en aanvaardde dat hij ging werken in München, in het atelier van de kunstenaar Heyman. Als schilder heeft Antoine Allard een aanzienlijk oeuvre nagelaten: schilderijen, tekeningen, cartoons.
Hij begon zich toen al te interesseren aan pacifistische organisaties. In 1936 nam hij in Genève deel aan het Congrès des Peuples.
In 1939 stierf zijn oudste broer, mijningenieur Josse Allard (Brussel, 1903 - Ukkel, 1939), die de familiale zaken bestuurde. Antoine beantwoordde de oproep vanuit de familie om een aantal van de familiezaken te gaan besturen. In 1940 vertrok hij naar Belgisch-Congo en kwam er aan het hoofd van acht vennootschappen, met de Société commerciale et minière (COMINIERE) als de voornaamste. Hij zou de leiding na de oorlog aan anderen overdragen en vanaf 1952 de vennootschappen stilaan verlaten. In dat jaar nam hij uit protest ontslag bij de Société continentale de Construction, toen die een contract tekende om militaire vliegvelden te bouwen. In 1958 werkte hij mee aan de integratie van de Société financière Josse Allard, waarvan hij voorzitter was, in de groep Empain.
Ondertussen was hij al een volledig andere weg opgegaan. Na tijdens de oorlog ingelijfd te zijn bij de Force Publique in Congo en met deze troepen als brancardier te hebben deelgenomen aan de invasie van Italië, begon hij aan een leven als vredesactivist.

### Stop War
Na zijn deelname aan de krijgsverrichtingen in Italië, kort na het beëindigen van de oorlog en na de atoombommen op Hiroshima en Nagasaki, richtte hij de beweging Stop War op.
Een van zijn betrachtingen was atoomvrije zones tot stand te brengen, in afwachting van een volledige ban op kernwapens. Dit gaf aanleiding tot heftige polemieken in de Belgische pers. Aan Allard werd onder meer verweten dat hij zijn eerste atoomvrije zone voorzag in en rond Westkapelle, waar hij zijn buitenverblijf had.
Zijn villa werd een plek waar hij aan meerdere gewetensbezwaarden en aan Amerikaanse deserteurs van de Vietnamoorlog een schuilplaats bood.

### Linkse vredesbewegingen
In 1946 werd Allard secretaris van de Wereldbeweging voor federalisme. In 1948 stichtte hij de Geweldloze commando's voor de Vrede.
Hij kwam op voor het recht op gewetensbezwaar, tegen de oprichting van de NAVO, tegen de herbewapening van Duitsland, tegen de Europese Defensiegemeenschap enz.
Zijn pacifisme bracht hem in het vaarwater van organisaties die vanuit de Sovjet-Unie werden gedirigeerd en die allen hevig anti-Amerikaans waren. De voornaamste was De Wereldbeweging voor de Vrede en hij nam aan heel wat van de grote bijeenkomsten deel die door deze crypto-communistische organisatie werden georganiseerd.
Hij organiseerde ook zelf bijeenkomsten om de vredesideeën (gezien vanuit sovjetperspectief) te bevorderen. Op een ervan, in april 1954 in Knokke gehouden, bracht hij onder meer voor besprekingen samen: Bertolt Brecht, Elsa Triolet, Anna Seghers, Jean-Paul Sartre, Vercors, Renaud de Jouvenel, Carlo Levi, schrijvers van achter het IJzeren Gordijn zoals Konstantin Fedin en een paar Belgische auteurs. Aloïs Gerlo en Mark Braet fungeerden als secretaris. De bedoeling was een vredesconferentie van schrijvers uit oost en west voor te bereiden, een initiatief dat na de Hongaarse Opstand de mist inging.
Allard bouwde goede relaties op met de leiders in de Sovjet-Unie en in de Volksrepubliek China. Dit maakte van hem de ideale organisator van de reizen die koningin Elisabeth, zeer tegen de zin van de Belgische regering, in 1958 en 1961 in deze beide landen ondernam, waarbij ze 'groten' zoals Nikita Chroesjtsjov en Mao ontmoette. Allard vergezelde haar tijdens haar reizen.
De Belgische regering was over deze reizen hoogst ontevreden en Allard werd in de kranten verweten een fellow traveller te zijn.

### Pacem in Terris en fair trade
Na het neerslaan van de Hongaarse opstand in oktober-november 1956 en andere evoluties, verminderde stilaan zijn geloof in de Russische vredesidealen en trok hij zich terug uit de pacifistische mantelorganisaties. Voor intellectueel voedsel keerde hij zich naar de geschriften van onder meer Albert Schweitzer en Pierre Teilhard de Chardin. Hij werd een bewonderaar van paus Johannes XXIII en nam deel aan bijeenkomsten waarop de ideeën vervat in de encycliek Pacem in Terris werden bevorderd.
Hij werd vooral geïnteresseerd in de ideeën van fair trade voor de commercialisering van de producten uit ontwikkelingslanden. In 1957 al was hij voorzitter geworden van het Belgisch comité voor de promotie van internationale handel en begin 1964 stichtte hij, samen met Victor de Robiano (1907-1987), de organisatie Oxfam België, die hij voorzat tot aan zijn dood. Hij was in 1971 een van de oprichters van de Oxfam-wereldwinkels in België en van de Oxfam Solidariteit Tweedehandswinkels. Hij overleed plots, bij het verlaten van een algemene vergadering van deze organisatie. Zijn weduwe bleef zich nog bijna twintig jaar zeer actief voor Oxfam inzetten.

## Publicaties
Allard heeft veel boeken en pamfletten gepubliceerd, waarin hij zijn ideeën uiteenzette. Enkele hiervan zijn:
- Nous n'avons que 12 ans (1932),
- Demander pardon aux morts (1938),
- Révolution par amour (1948),
- Ferveur. Essai d'application pratique de la doctrine chrétienne à la politique (1960),
- Tolstoï avait prévu Oradour et Mylaï (1971),
- Rebelle par amour (1974),
- Désobéir pour vivre (1975),
- Tue ou aide (1981).

## Collectie
Allard was ook verzamelaar.
Hij legde onder meer een collectie aan van Chinese en Tibetaanse kunstobjecten die hij kon verwerven tijdens zijn talrijke bezoeken aan de Chinese Volksrepubliek. Deze collectie werd, na de dood van zijn echtgenote, op verzoek van zijn dochter op 10 juni 2014 bij Sotheby's in Parijs geveild. 
Naast enkele niet-verkochte objecten, waren er een paar die tegen recordprijzen verkocht werden. Een "pierre sonore" in groene jade uit 1764 ging van de hand voor 265.000 euro.